# Henrik Stahl
Henrik Stahl (även Stahell, Stahlius), död 1658 i Narva, var en svensk superintendent.
Henrik Stahl föddes i Riga. Han studerade vid olika tyska universitet omkring 1620–1623, förvärvade magistergraden och verkade därefter som präst på Estlands landsbygd. Han blev domprost och assessor i konsistoriet i Reval 1638 samt superintendent i Ingermanland 1641. Stahl var en av pionjärerna i arbetet att religiöst och politiskt sammansmälta de baltiska provinserna med Sverige. Sedan han som domprost varit med vid organiserandet av kyrkostyrelsen i Estland, anförtroddes han ledningen av samma arbete i Ingermanland. Axel Oxenstierna hyste stort förtroende för honom. Stahl visade sig också ha stor arbetsförmåga och duglighet men var inte fri från härsklystnad och häftighet, varigenom han drogs in i skarpa personkonflikter. Hans svåraste uppgift vara att så varsamt som möjligt omvända de grekiskortodoxa församlingarna och prästerna till lutherdomen. Detta lyckades Stahl genom administrativ skicklighet och ett skrupelfritt mutsystem. Stahl upprättade i Narva en trivialskola och gjorde en betydande språklig insats genom sina skrifter på den Reval-estniska dialekten. Hans huvudarbete var Hand-, Haus- und Kirchenbuch (1632–1638), där bland annat finns översättningar av psalmer och bibeltexter. Detta arbete blev epokgörande för den estniska kyrkan.